# Club Atlético River Plate 1944
Questa voce raccoglie le informazioni riguardanti il Club Atlético River Plate nelle competizioni ufficiali della stagione 1944.

## Stagione
Il torneo iniziò con un pareggio 2-2 sul campo dell'Independiente, ma proseguì con tre vittorie consecutive; nel Superclásico il pareggio all'andata e la sconfitta al ritorno alla fine risultarono rilevanti, dato che il Boca Juniors giunse al primo posto con due punti di vantaggio sul River.

## Maglie e sponsor
| Casa | Trasferta |

## Rosa
| N. |                      | Ruolo | Calciatore            |
| -- | -------------------- | ----- | --------------------- |
|    | Perù (bandiera)      | P     | José Soriano          |
|    | Argentina (bandiera) | P     | Segundo Díaz          |
|    | Argentina (bandiera) | P     | Héctor Grisetti       |
|    | Argentina (bandiera) | D     | Joaquín Bermúdez      |
|    | Argentina (bandiera) | D     | Héctor Ferrari        |
|    | Argentina (bandiera) | D     | Luis Antonio Ferreyra |
|    | Argentina (bandiera) | D     | Santiago Kelly        |
|    | Argentina (bandiera) | D     | Norberto Yácono       |
|    | Argentina (bandiera) | D     | Ricardo Vaghi         |
|    | Argentina (bandiera) | C     | Eligio Corvalán       |
|    | Argentina (bandiera) | C     | Mario Morosano        |
|    | Argentina (bandiera) | C     | José Ramos            |

| N. |                      | Ruolo | Calciatore            |
| -- | -------------------- | ----- | --------------------- |
|    | Argentina (bandiera) | C     | Néstor Rossi          |
|    | Argentina (bandiera) | C     | Eusebio Videla        |
|    | Argentina (bandiera) | A     | Aristóbulo Deambrossi |
|    | Argentina (bandiera) | A     | Alberto Gallo         |
|    | Argentina (bandiera) | A     | Ángel Labruna         |
|    | Argentina (bandiera) | A     | Félix Loustau         |
|    | Argentina (bandiera) | A     | José Manuel Moreno    |
|    | Argentina (bandiera) | A     | Juan Carlos Muñoz     |
|    | Argentina (bandiera) | A     | Joaquín Martínez      |
|    | Argentina (bandiera) | A     | Adolfo Pedernera      |
|    | Argentina (bandiera) | A     | Román Quevedo         |

## Statistiche

### Statistiche di squadra
| Competizione | Punti | Totale | Totale | Totale | Totale | Totale | Totale | DR  |
| Competizione | Punti | G      | V      | N      | P      | Gf     | Gs     | DR  |
| ------------ | ----- | ------ | ------ | ------ | ------ | ------ | ------ | --- |
| PD           | 44    | 30     | 17     | 10     | 3      | 68     | 43     | +25 |
| Totale       | -     |        |        |        |        |        |        | -   |